# Hexatoma (Eriocera) selene
Hexatoma (Eriocera) selene is een tweevleugelige uit de familie steltmuggen (Limoniidae). De soort komt voor in het Oriëntaals gebied.